# Leopardo-de-Java
O leopardo-de-Java (Panthera pardus melas) é uma subespécie de leopardo nativo da ilha Java, na Indonésia. Classificada como  uma espécie em perigo pela IUCN desde 2008, a sua população é estimada em menos de 250 indivíduos em fase adulta, somada à preocupante tendência populacional decrescente. O habitat ocupado pelo leopardo de Java está delimitado a uma área estimada de 2 267,9 por 3 277,3 km². A espécie foi primeiramente registada pelo naturalista e zoologista Georges Cuvier em 1809.

## Características
O leopardo de Java foi inicialmente descrito como sendo preto com manchas escuras e olhos cinzas prateados. A espécie possui uma pelagem malhada comum, ou como resultado de um fenótipo recessivo, uma pelagem totalmente preta.
É relativamente pequeno comparado com outras subespécies de leopardo. Tem de 90 cm a 1,5 m de comprimento, medindo um pouco mais de 60 cm na altura da cernelha e pesando entre 40 e 60 kg.

## Distribuição e habitat
Os leopardos de Java estão confinados à ilha de Java, não senso portanto uma espécie endémica. Segundo uma estimativa realizada em 2008, a área ocupada pela espécie é cerca de 132 000 km² em toda a ilha, ou seja, apenas entre 2 267,9 e 3 277,3 km² são encontrados leopardos de Java, em números bastante reduzidos.
Habitam as florestas tropicais da ilha onde vivia coexistia o tigre de Java (Panthera tigris sondaica) até à sua extinção na década de 80.

## Ecologia e comportamento
Estudos realizados em dois leopardos de Java no Parque Nacional de Halimun Salak, em que foi colocada uma coleria de rádio, indicaram que o seu padrão de actividade diária abrange picos em períodos entre as 6:00 e 9:00 horas, e final da tarde entre as 15:00 e 16:00, aproximadamente.
A sua dieta consiste em muntiacus, macaca fascicularis, trachypithecus cristatus, tragulus kanchil, javalis, hylobates moloch. Existe relatos de que os leopardos de Java procuram alimento em aldeias, tendo sido vistos ataques realizados a cães domésticos, galinhas e cabras.

## Conservação
No geral, esforços estão sendo feitos para restaurar a população desses animais com o propósito a evitar que os mesmos se extingam, tal como o sucedido com o tigre-de-Java. Leis de caça são rigorosamente aplicadas. Em 2005, o Parque Nacional de Halimun Salak foi ampliado para três vez o seu tamanho original, por forma a recuperar o leopardo de Java, assim como outras espécies igualmente ameaçadas como o gibão-prateado e o Falcão-de-Java.
Existe associações tanto na Indonésia como fora, que lutam pela proteção desta espécie. Foram criados parques nacionais onde eles se encontram protegidos, contudo existem ainda assim áreas protegidas que estão a desaparecer gradativamente.
Para resolver a questão do excesso de população de Java, e a invasão de habitat naturais, de espécies protegidas, o governo da Indonésia formalizou um programa de planeamento familiar em todo o país. Este programa adopta dispositivos contraceptivos, como preservativos e várias outras formas de pílulas anti-conceptivas mais prontamente disponíveis para o público.

## Taxonomia
Estudos moleculares têm sugerido que os leopardos de Java são craniometricamente distintos dos outros leopardos asiáticos. São um táxon que se separou de outras espécies de leopardos da Ásia, há centenas de milhares de anos. É provável que a espécie possa ter migrado para o sul de Java no Pleistoceno Médio, através de uma ponte de natural de terra que ligava Sumatra e Bornéu.